# Pontoniopsis
Pontoniopsis är ett släkte av kräftdjur. Pontoniopsis ingår i familjen Palaemonidae.
Kladogram enligt Catalogue of Life:
| Pontoniopsis | \| \| Pontoniopsis comanthi \| \| \| \| \| \| Pontoniopsis paulae \| \| \| \| |
|              | \| \| Pontoniopsis comanthi \| \| \| \| \| \| Pontoniopsis paulae \| \| \| \| |
|              | Pontoniopsis comanthi                                                         |
|              |                                                                               |
|              | Pontoniopsis paulae                                                           |
|              |                                                                               |